# 甲子駅
甲子駅（きのえねえき）は、千葉県市原市五井南海岸にある京葉臨海鉄道臨海本線の貨物駅である。

## 駅概要
車扱貨物の取扱駅となっている。
地上駅。当駅から約0.8 km先（蘇我駅起点12.6 km先）に大阪国際石油と呼ばれる分岐点があり、そこから大阪国際石油精製千葉製油所への専用線が分かれている。大阪国際石油からは1日3回石油の発送がある。なお、JR貨物時刻表によれば、2018から2020年度版にかけては「JXTG」、2016および2017年度版は「東燃ゼネラル分岐」、2015年以前は「極東石油分岐」と前身の社名で呼ばれていた。かつては、日本曹達千葉工場への専用線があり青海駅から発送される苛性ソーダなどの化学薬品を受け入れていた。またそれ以前は、宇部興産千葉石油化学工場（現・UBEエラストマー千葉工場）、日産石油化学千葉工場（現・協和発酵ケミカル千葉工場→KHネオケム千葉工場）への専用線もあった。

## 歴史
- 1965年（昭和40年）6月1日：開業。

## 駅周辺
- 日本曹達千葉工場
- KHネオケム千葉工場
- UBEエラストマー千葉工場
- 大阪国際石油精製千葉製油所
- 東レ千葉工場
- 日産化学袖ケ浦工場五井製造所

## 隣の駅
京葉臨海鉄道
■臨海本線
玉前駅 - 甲子駅 - 前川駅